# Lembit Sihver
Lembit Sihver, född 1962 i Sundsvall, är en svensk fysiker och professor.
Sihver disputerade 1990 på en avhandling om kärnfysikaliska förlopp vid vissa partikelkollisioner. Han har bland annat utvecklat modeller för att analysera och kartlägga stråldoser vid vistelse i rymden (rymddosimetri) och stråldoser för cancerpatienter som genomgår strålterapi  Han har modellerat och analyserat olika typer av medicinska strålbehandlingar (medicinsk radiofysik) samt studerat inverkan av strålning på cell- och DNA-nivå (radiobiologi).
Under tiden 2002–2014 var han professor och avdelningschef i Kärnkemi, senare professor och chef för Nuclear Science and Engineering och till slut i subatomär fysik och plasmafysik på Chalmers Tekniska Högskola.
2015 tillträdde han en professur vid TU Wien, Atominstitut (Universitetet i Wien, institutet för kärnforskning) inom området "Medical Radiation Physics with Specialization in Ion therapy" (medicinsk strålningsfysik med inriktning mot jon-terapi). Han var även avdelningschef för strålningsfysik på TU Wien, samt chef för tillämpad medicinsk strålningsfysik på MedAustron.
Sihvers vetenskapliga publicering har (2022) enligt Google Scholar över 5 600 citeringar och ett h-index på 32.